# Alba Planas

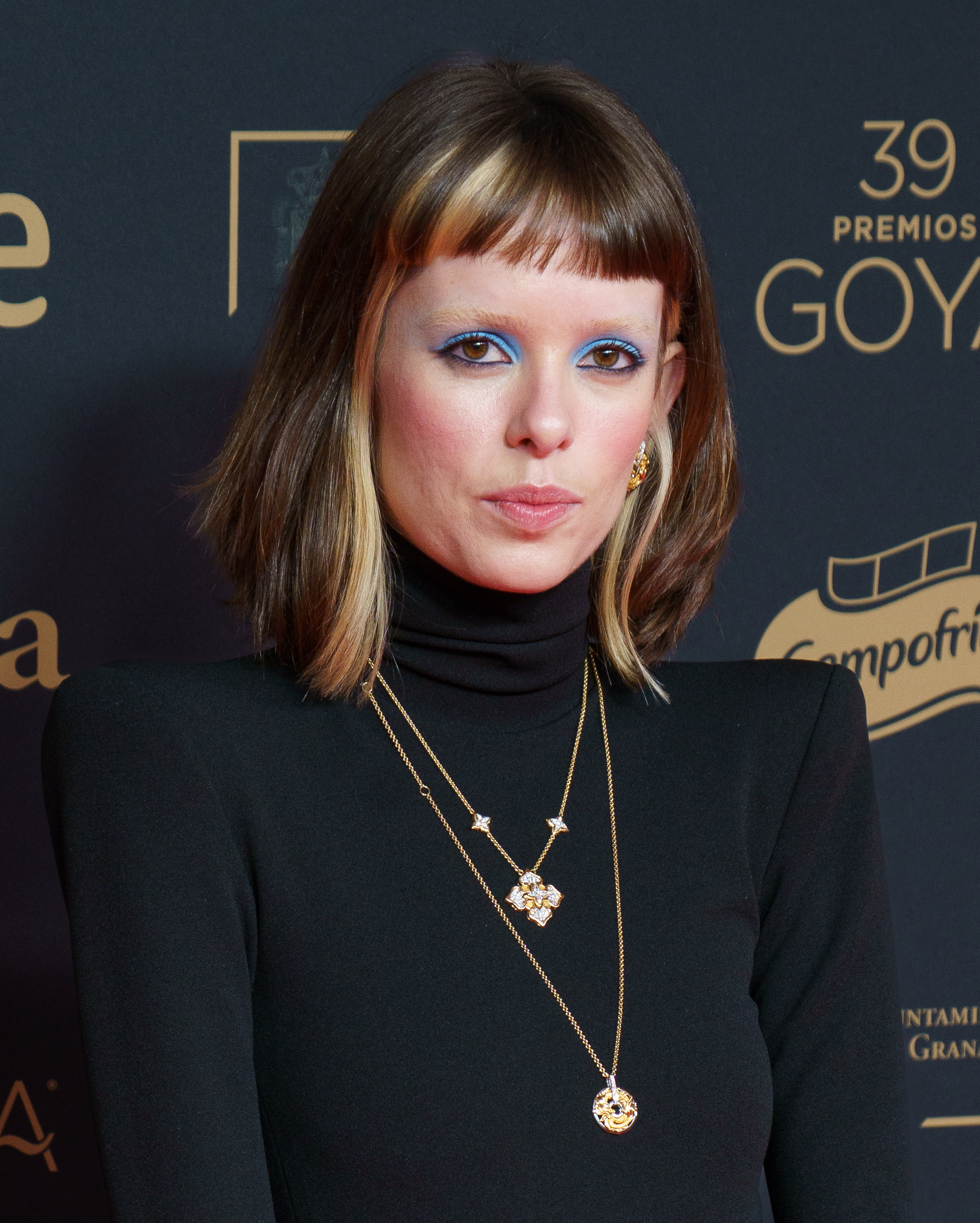
Alba Planas, 2025

Alba Planas Menchén (* 10. September 2000 in Madrid) ist eine spanische Schauspielerin.

## Biografie
Alba Planas Menchén wurde am 10. September 2000 in Madrid geboren. Von 2018 bis 2020 bekam sie in der Serie Skam España die Hauptrolle. Anschließend trat sie 2020 in dem Film Por los pelos auf. Außerdem wurde sie 2021 für die Serie Express gecastet. Zudem spielte sie in den Kurzfilmen Canasta, La confianza de mi cabeza entre tus muslos und 16 mit. 2022 war Planas in Días mejores zu sehen.

## Filmografie
Filme
- 2018: El árbol de la sangre
- 2018: Canasta
- 2019: La confianza de mi cabeza entre tus muslos
- 2020: 16
- 2022: Por los pelos
- 2024: Die rote Jungfrau (La virgen roja)

Serien
- 2017: Centro médico
- 2018–2020: Skam España
- 2022: Express
- 2022: Días mejores